# MG 3
El MG 3 es un automóvil de turismo del segmento B producido por el fabricante de automóviles británico MG Motor desde el año 2008. Diseñado a partir del Rover 200/25, es un modelo es de tracción delantera  y moto transversal de cuatro cilindros en línea de 1.5 litros, cuyos principales rivales son el Opel Corsa, Peugeot 208, el Kia Rio, el Ford Fiesta, el Renault Clio, el Seat Ibiza, el Suzuki Baleno, el Toyota Yaris y el Volkswagen Polo. Actualmente es fabricado en la ciudad China de Nankín.

## Segunda generación
La segunda generación fue exhibida en el Auto Show de Beijing 2010, en la forma del concept car MG Zero. El nuevo modelo utilizaba una plataforma automotriz completamente nueva con una distancia entre ejes de 2.5 m, con suspensión delantera MacPherson y un eje trasero con barra de torsión. El trabajo de desarrollo tuvo lugar en el Reino Unido, con producción inicialmente en China.
El automóvil salió a la venta en China en la primavera de 2011. Las opciones de motor en el lanzamiento consisten en una elección de 1.3 (1343 cc) y 1.5 litros (1498 cc), con una potencia de 68 kW (91 CV) y 80 kW (107 CV) respectivamente, con una transmisión manual de cinco velocidades o una transmisión AMT italiana llamada e shift.
El MG 3 fue revisado en 2018 con un rediseño exterior y un nuevo interior. El rediseño interior incluyó espacio para una unidad de pantalla táctil de ocho pulgadas. .

## Mecánicas
El motor de 1.5 litro  VCT (traducido del inglés como sincronización variable del árbol), fabricado por SAIC. El motor recibió modificaciones menores para llevarlo a los estándares de la Normativa europea sobre emisiones Euro 6B.
Cuenta con 108 a 115 caballos de fuerza, según la versión (MT SDT, AT SDT, MT COM y AT COM). Respecto a la transmisión, las versiones mecánicas cuentan con 5 velocidades, mientras que las automáticas con 4.  
Según el fabricante, su velocidad máxima es de 180 kilómetros por hora.
Su estanque de combustible cuenta con 45 litros de capacidad.

## Seguridad
- Euro NCAP 2014: 3/5 estrellas[3]
- C-NCAP 2018: 5/5 estrellas[4]

## Gallería de la evolución del MG 3

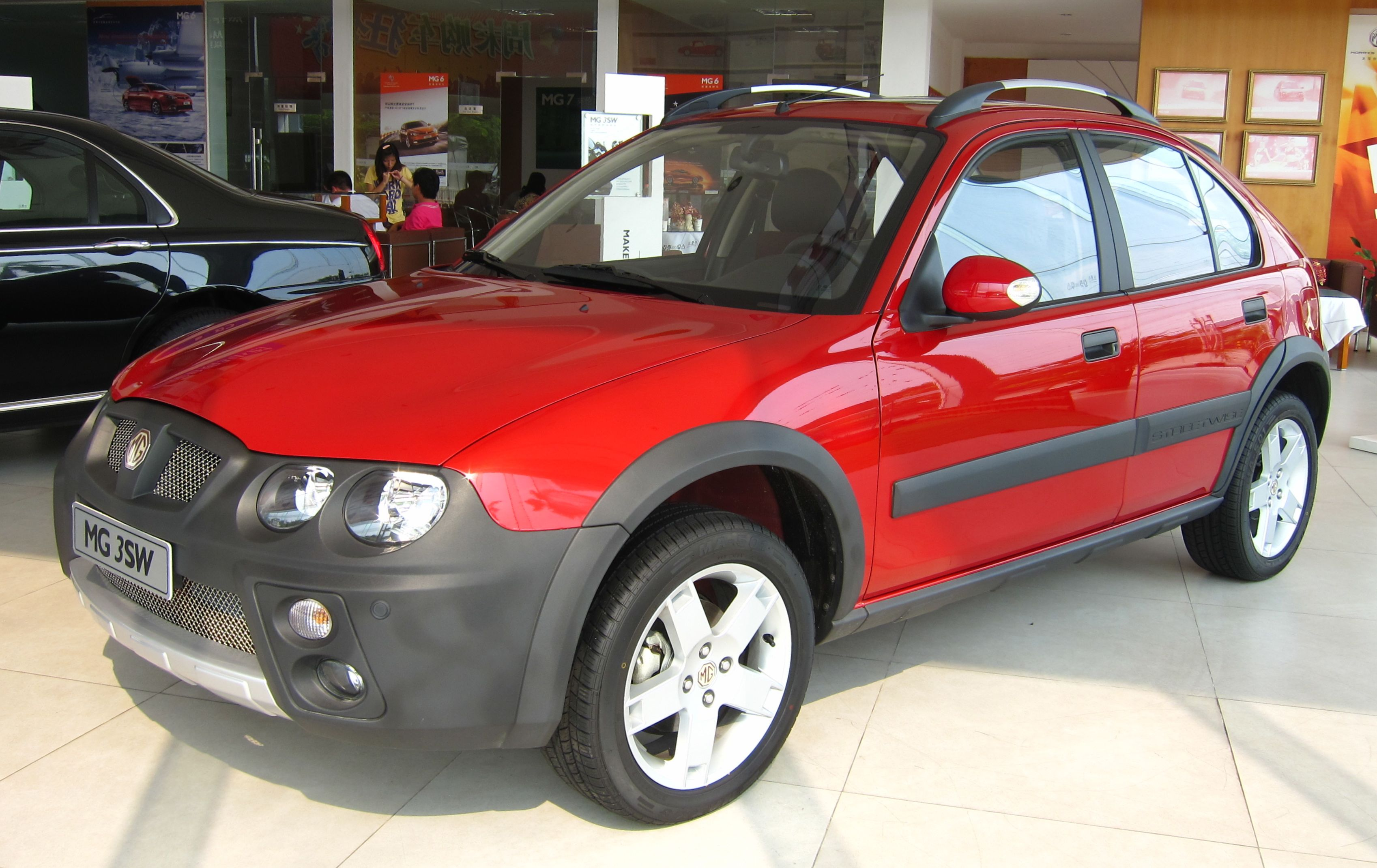
MG 3 2010
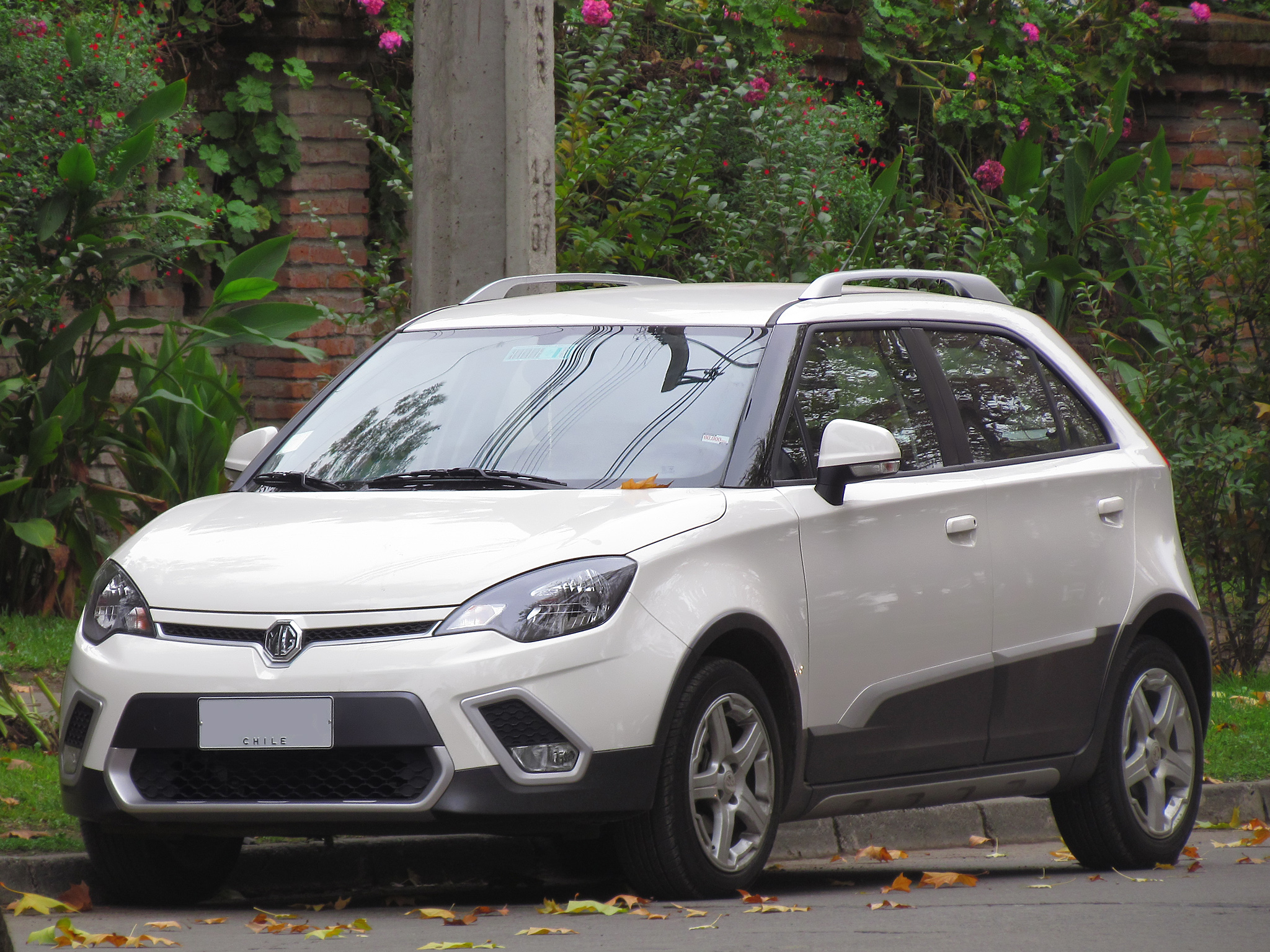
MG 3 cross 2013
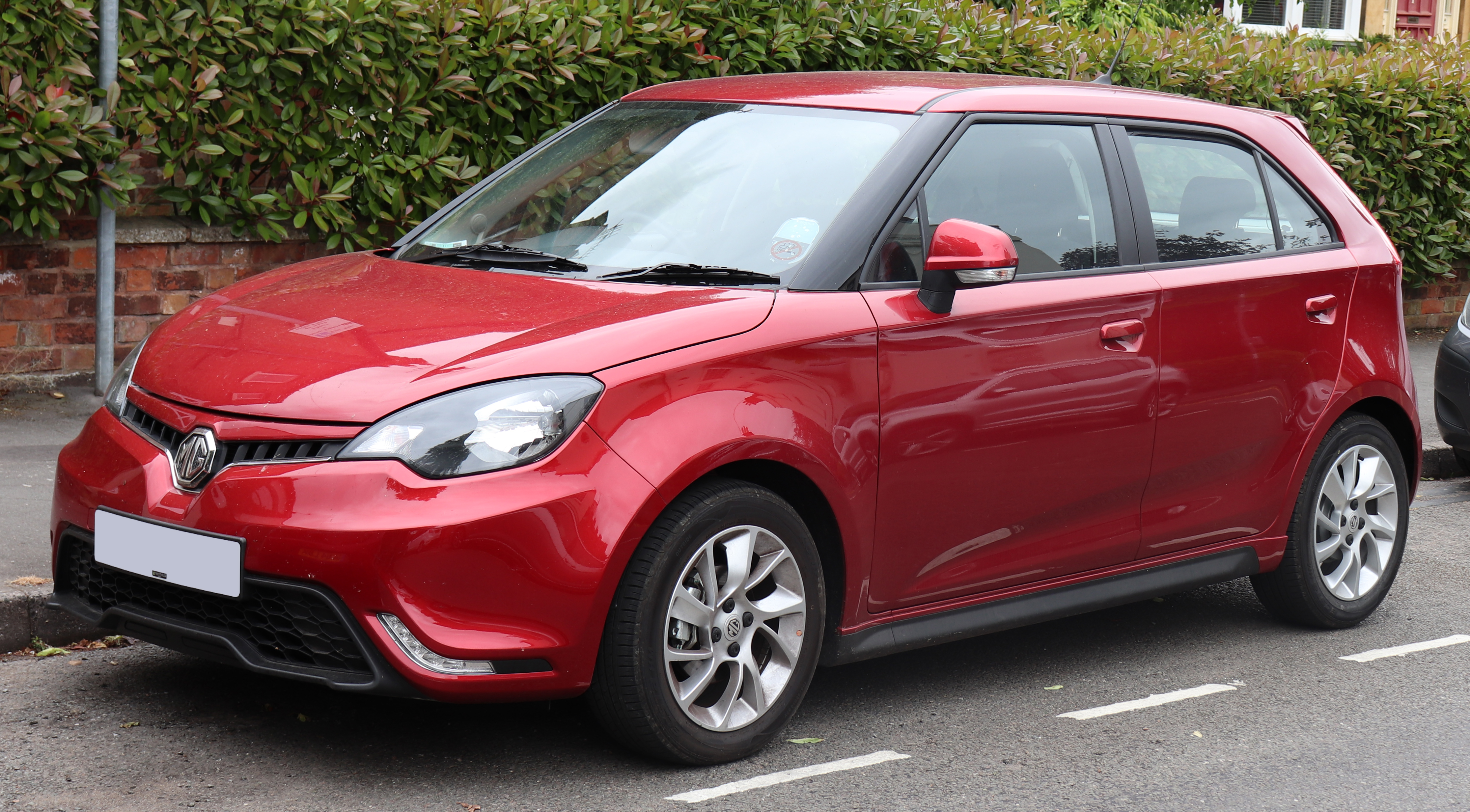
MG 3 2018
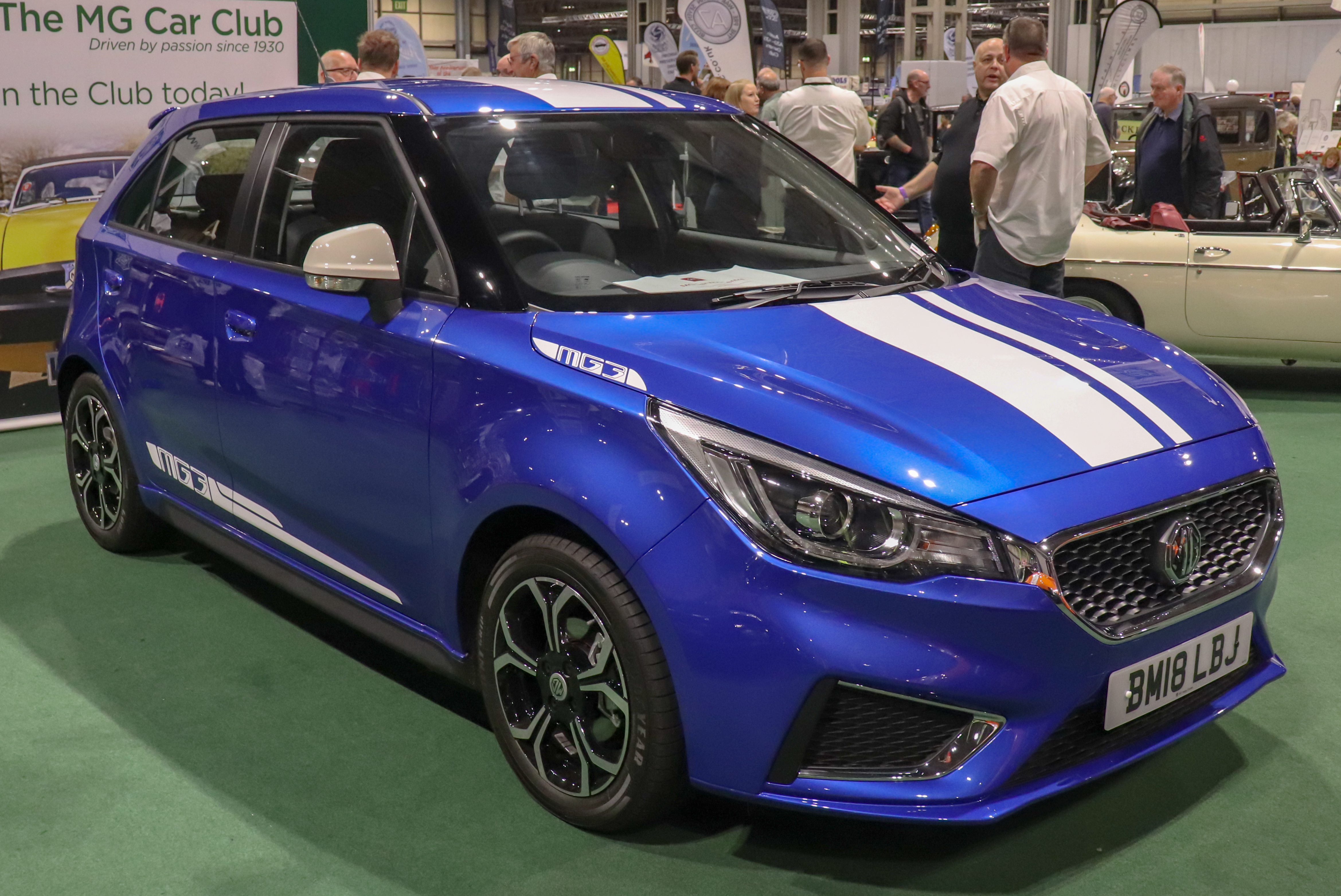
MG 3 2019 (re-diseño)

## Reconocimientos
- Mejor automóvil en valor de Chile 2012[5]
- Mejor automóvil en valor de Chile 2019[5]